# 232-я штурмовая авиационная дивизия
 232-я штурмо́вая авиацио́нная диви́зия (232-я шад) — воинское соединение Вооружённых сил ВВС РКККА в Великой Отечественной войне.

## Наименования дивизии
- 15-я смешанная авиационная дивизия (01.08.1940 г.);
- 6-я резервная авиационная группа (02.10.1941 г.);
- 146-я авиационная дивизия (12.11.1941 г.);
- ВВС 49-й армии (29.01.1942 г.);
- 204-я смешанная авиационная дивизия[1];
- 232-я штурмовая авиационная дивизия
- 7-я гвардейская штурмовая авиационная дивизия[1];
- 7-я гвардейская штурмовая Дебреценская авиационная дивизия[1];
- 7-я гвардейская штурмовая Дебреценская Краснознамённая авиационная дивизия[1];
- 135-я гвардейская штурмовая Дебреценская Краснознамённая авиационная дивизия[1];
- 135-я гвардейская Дебреценская Краснознамённая авиационная дивизия истребителей-бомбардировщиков[1];
- Войсковая часть (Полевая почта) 49685[1].

## История и боевой путь дивизии
Дивизия формировалась как 204-я смешанная с 10 мая 1942 года, но Приказом НКО № 00101 от 23 мая 1942 года переформирована в штурмовую и с 24 мая 1942 года получила наименование 232-я штурмовая авиационная дивизия. Дивизия вошла в состав 1-й воздушной армии Западного фронта и сразу приступила к боевой работе по поддержке войск фронта на юхновском, гжатском и ржевском направлениях.
В мае и июне 1942 года дивизия обеспечивала поддержку 1-го гвардейского кавалерийского корпуса генерала П. А. Белова и 4-го воздушно-десантного корпуса генерала А. Ф. Казанкина, действующих в тылу в окружении противника после Ржевско-Вяземской операции. В июле 1942 года дивизия в ходе наступательной операции на жиздренском направлении, действовала в интересах 16-й армии, в августе — 33-й армии.
С октября 1942 года по январь 1943 года части дивизии вели боевые действия на Калининском фронте, участвуя в Великолукской наступательной операции.
В январе 1943 года дивизия была подчинена 14-й воздушной армии и поддерживала войска Волховского фронта в ходе операции по прорыву блокады Ленинграда (операция «Искра»). В июле 1943 года дивизия вновь вошла в состав 1-й
воздушной армии Западного фронта и приняла участие в Смоленской, Ельнинско-Дорогобужской, Спас-Деменской, Смоленско-Рославльской наступательных операциях. Всего за период с 7 августа по 2 октября 1943 года полки дивизии совершили 2389 боевых самолёто-вылетов. Умело сочетая действия мелкими группами по 6-8 самолётов и массированные удары полным составом полков, дивизия нанесла врагу большие потери в живой силе и технике, оказала войскам фронта значительную помощь в освобождении городов Великие Луки, Демидов, Дорогобуж, Ельня, Рославль, Смоленск, Спас-Деменск, Ярцево.
За успешное выполнение заданий командования в боях с немецко-фашистскими захватчиками, проявленные личным составом высокое воинское мастерство, организованность и дисциплину 232-я штурмовая авиационная дивизия 3 сентября 1943 года Приказом НКО СССР № 265 переименована в 7-ю гвардейскую штурмовую авиационную дивизию.
В составе действующей армии дивизия находилась с 25 мая по 15 октября 1942 года и с 12 ноября 1942 года по 03 сентября 1943 года.

## Командование

### Командиры дивизии
| Звание                | Имя                             | Период                  | Примечание |
| --------------------- | ------------------------------- | ----------------------- | ---------- |
| генерал-майор авиации | Николай Константинович Трифонов | 24.05.1942 — 15.11.1942 |            |
| полковник             | Алексей Георгиевич Вальков      | 16.11.1942 — 03.09.1943 |            |

### Начальник штаба
- полковник Адам Станиславович Дземешкевич (24.05.1942 — 03.09.1943)

## Участие в операциях и битвах

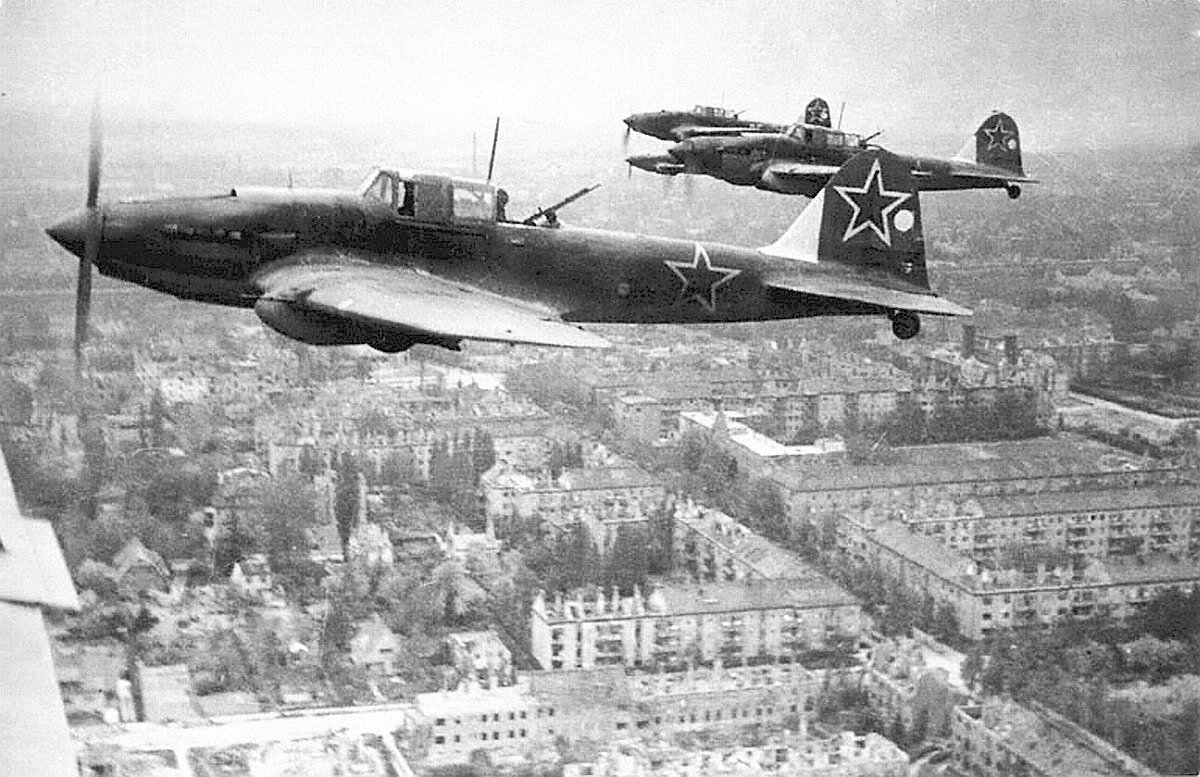
Ил-2 в небе Берлина

- Контрудар левого крыла Западного фронта в районе Сухиничи и Козельск — с 22 по 29 августа 1942 года.
- Ржевская битва:
  - Великолукская наступательная операция с 24 ноября 1942 года по 20 января 1943 года.
  - Ржевско-Вяземская операция с 2 марта по 31 марта 1943 года.
- Битва за Ленинград:
  - Операция «Искра» с 24 декабря 1942 года по 26 марта 1943 года.
- Курская битва:
  - Орловская стратегическая наступательная операция «Кутузов»:
- Смоленская стратегическая наступательная операция «Суворов» с 7 августа по 3 сентября 1943 года.
  - Спас-Деменская наступательная операция с 7 августа по 20 августа 1943 года.
  - Ельнинско-Дорогобужская наступательная операция с 28 августа по 3 сентября 1943 года.
  - Смоленско-Рославльская наступательная операция с 15 сентября по 2 октября 1943 года.

## В составе объединений
| Дата          | Фронт (округ)     | Армия               | Корпус                           | Примечания |
| ------------- | ----------------- | ------------------- | -------------------------------- | ---------- |
| 24.05.1942 г. | Западный фронт    | 1-я воздушная армия | -                                | -          |
| 15.10.1942 г. | Резерв ВГК        | -                   | 2-й штурмовой авиационный корпус | -          |
| 12.11.1942 г. | Калининский фронт | 3-я воздушная армия | 2-й штурмовой авиационный корпус | -          |
| 01.06.1943 г. | Западный фронт    | 1-я воздушная армия | 2-й штурмовой авиационный корпус | -          |
| 03.09.1943 г. | Западный фронт    | 1-я воздушная армия | 2-й штурмовой авиационный корпус | -          |

## Части и отдельные подразделения дивизии
За весь период своего существования боевой состав дивизии претерпевал изменения:
| Период                  | Наименование                     | Примечание                      |
| ----------------------- | -------------------------------- | ------------------------------- |
| 24.05.1942 — 15.10.1942 | 566-й штурмовой авиационный полк |                                 |
| 30.05.1942 — 15.09.1942 | 765-й штурмовой авиационный полк | убыл в 1-ю запасную авиабригаду |
| 26.06.1942 — 15.02.1943 | 784-й штурмовой авиационный полк | передан в состав 243-й шад      |
| 15.10.1942 — 03.09.1943 | 230-й штурмовой авиационный полк | переименован в 130-й гв. шап    |
| 15.10.1942 — 03.09.1943 | 704-й штурмовой авиационный полк | переименован в 131-й гв. шап    |
| 15.10.1942 — 03.09.1943 | 801-й штурмовой авиационный полк | переименован в 132-й гв. шап    |

## Присвоение гвардейских званий
За образцовое выполнение заданий командования и проявленные при этом мужество и героизм:
- 232-я штурмовая авиационная дивизия переименована в 7-ю гвардейскую штурмовую авиационную дивизию[5].
- 230-й штурмовой авиационный полк переименован в 130-й гвардейский штурмовой авиационный полк[5].
- 704-й штурмовой авиационный полк переименован в 131-й гвардейский штурмовой авиационный полк[5].
- 801-й штурмовой авиационный полк переименован в 132-й гвардейский штурмовой авиационный полк[5].

## Воздушный таран
Литвинов, Фёдор Иванович — младший лейтенант, командир звена 230-го штурмового авиационного полка 15 января 1943 г. на Ленинградском фронте таранным ударом штурмовика сбил вражеский истребитель, произвёл посадку. Награждён орденом Отечественной войны 1 степени.

## Память

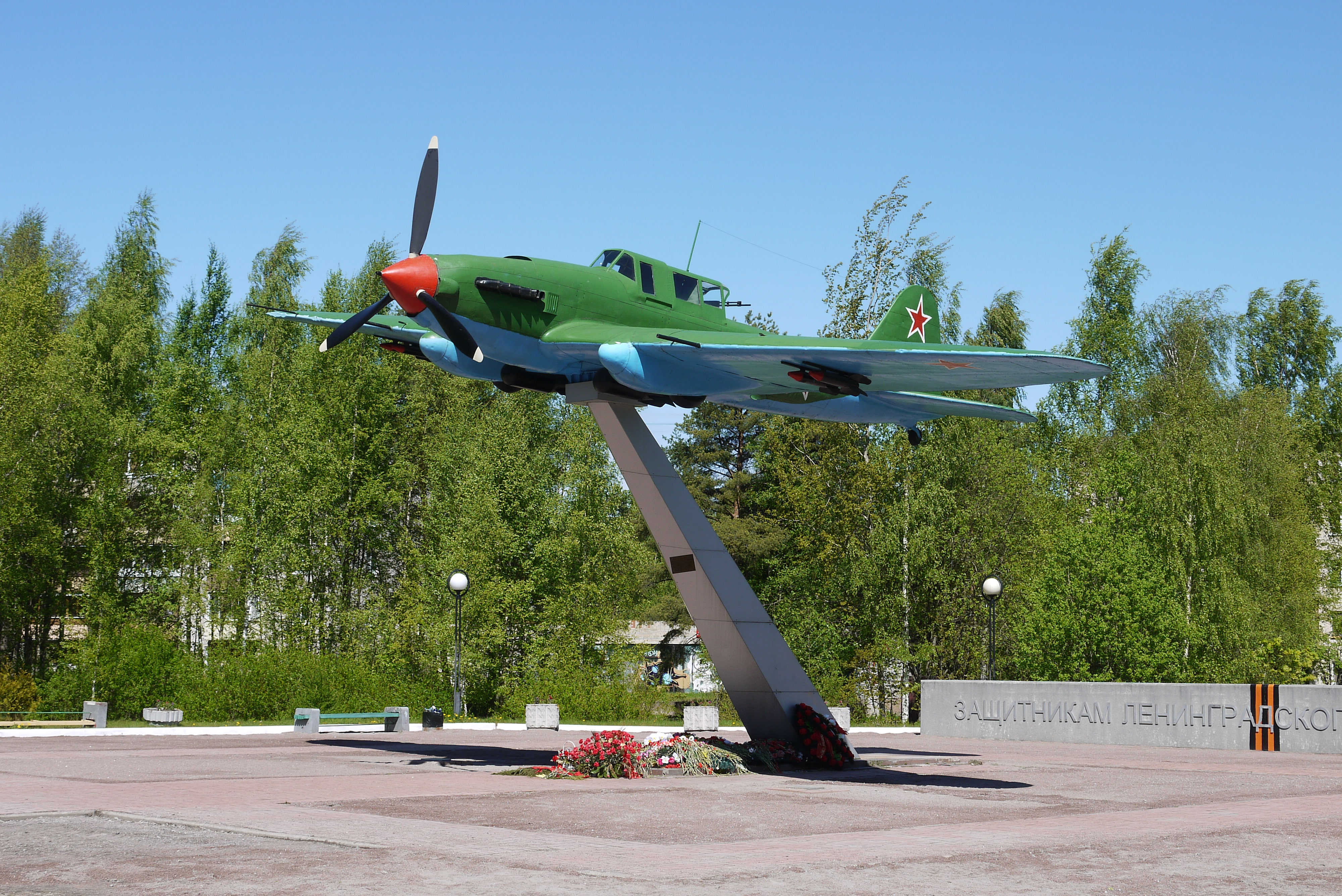
Памятник в Лебяжье

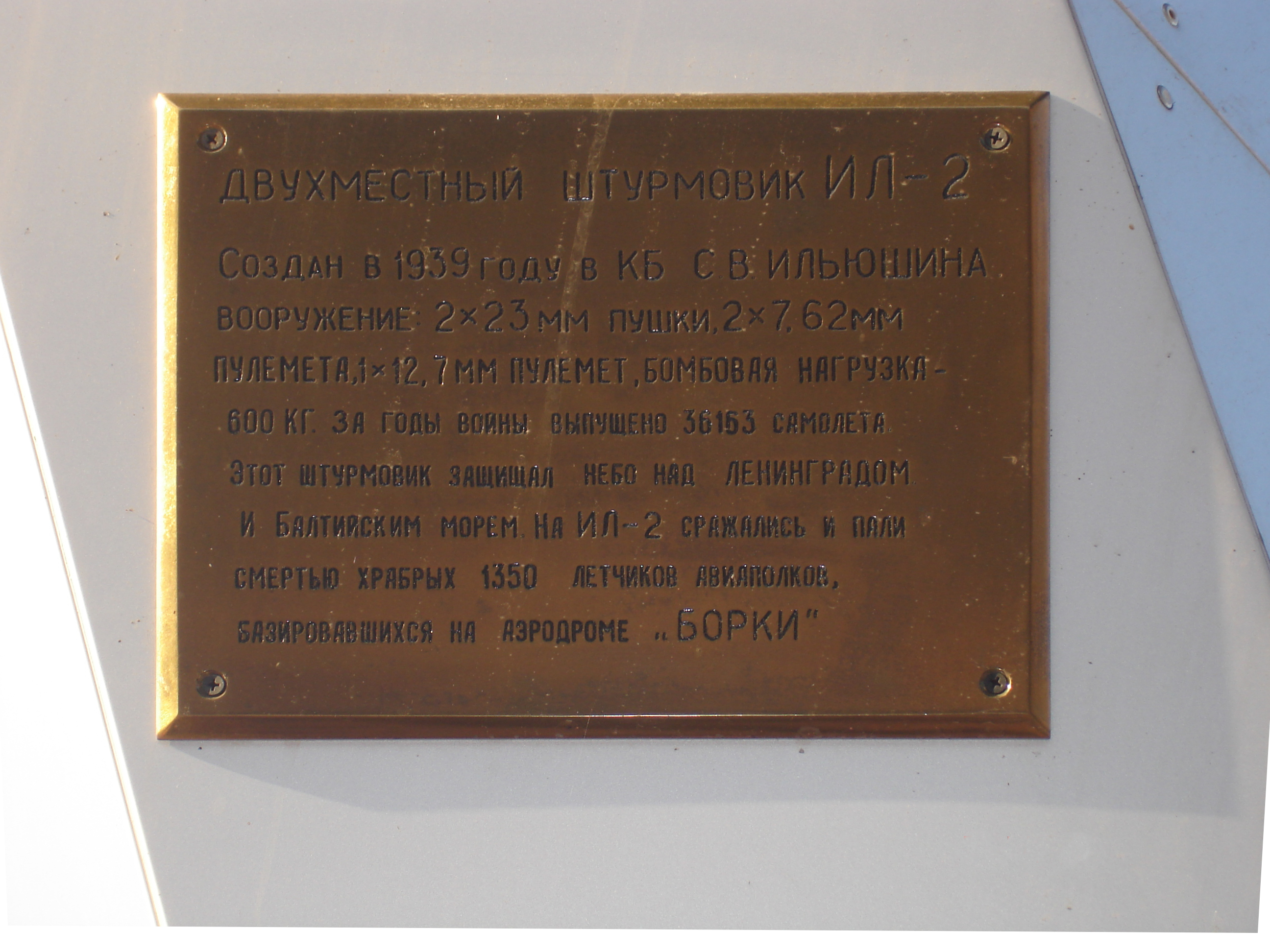
Мемориальная доска

- в посёлке Лебяжьем Ленинградской области установлен памятник «Защитникам ленинградского неба». На постаменте на центральной улице посёлка — Приморской улице, установлен самолёт Ил-2 (заводской номер 5370). Самолёт Ил-2 был найден в 1978 году на дне озера Белое у деревни Костуя аквалангистами ДОСААФ, после чего был поднят на поверхность вместе с останками членов его экипажа. Самолёт был восстановлен силами преподавателей и курсантов Ломоносовского военного авиационно-технического училища и установлен на территории училища. Установлено, что это самолёт принадлежал 704-му штурмовому авиаполку 232-й штурмовой авиадивизии, пропал без вести 18 февраля 1943 года в ходе выполнения боевого задания во время Операции «Искра» по прорыву Блокады Ленинграда. Установлен экипаж: летчик младший лейтенант Виктор Николаевич Шишковец и воздушный стрелок младший сержант Василий Фёдорович Данилов. Экипаж был торжественно захоронен 22 августа 1979 года на мемориале «Берёзовая Аллея» в городе Любани[6].